# Doug Jones (Schauspieler)

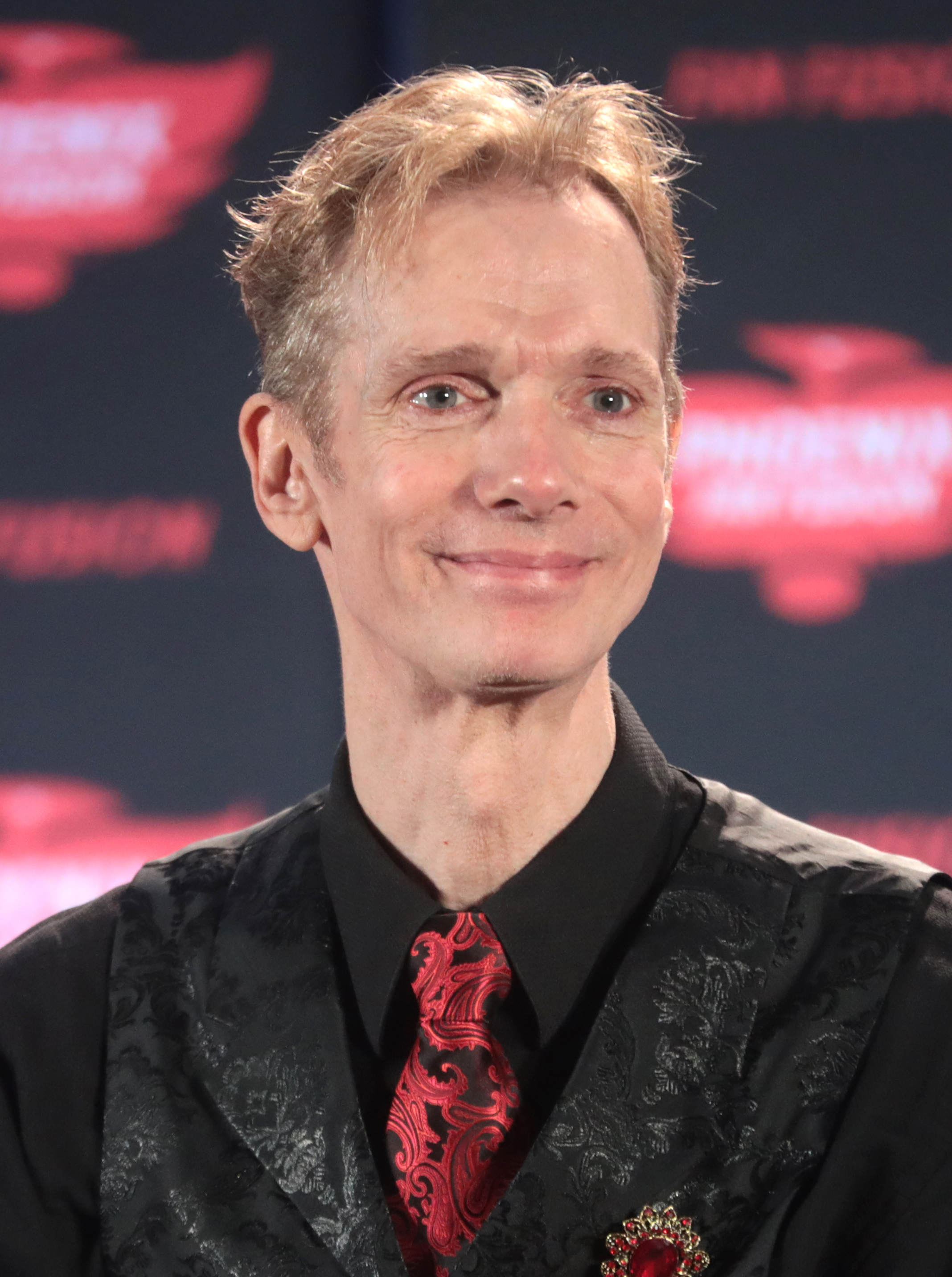
Doug Jones (2022)

Doug Jones (* 24. Mai 1960 in Indianapolis, Indiana) ist ein US-amerikanischer Schauspieler und Kontorsionist.

## Leben und Wirken
Jones wurde in Indianapolis als jüngstes von vier Kindern geboren. Er besuchte die Bishop Chatard High School und absolvierte an der Ball State University sein Studium.
Als Kontorsionist („Schlangenmensch“) verfügt Jones über das Talent, sich auf ungewöhnliche Weise zu bewegen, wodurch er häufig für viele nichtmenschliche Rollen besetzt wird, besonders in Fantasyfilmen. Dabei ist er oft in diesen Rollen unter der Maske nicht mehr zu erkennen. Mehrfach trat er in Filmen des Regisseurs Guillermo del Toro auf. So übernahm er die Rolle des Abe Sapien in den Hellboy-Verfilmungen, spielte die Titelfigur Pan in Pans Labyrinth, den Außerirdischen „Cochise“ in der von Steven Spielberg produzierten Serie Falling Skies und war als Kreatur in Shape of Water – Das Flüstern des Wassers zu sehen, wo er an der Seite von Sally Hawkins die Hauptrolle spielte. 2007 spielte er zudem den Silver Surfer in Fantastic Four: Rise of the Silver Surfer und in der Fernsehserie Star Trek: Discovery verkörperte er 2017 bis 2024 die Rolle des Kelpianers Saru.

## Filmografie (Auswahl)
- 1992: Batmans Rückkehr (Batman Returns)
- 1993: Hocus Pocus
- 1995: Tank Girl
- 1997: Die Krieger des Tao-Universums (Warriors of Virtue)
- 1997: Mimic – Angriff der Killerinsekten (Mimic)
- 1998: Outer Limits – Die unbekannte Dimension (The Outer Limits, Fernsehserie, 3 Folgen)
- 1999: Buffy – Im Bann der Dämonen (Buffy the Vampire Slayer, Fernsehserie, Folge 4x10 Hush)
- 2000: Die Abenteuer von Rocky & Bullwinkle (The Adventures of Rocky & Bullwinkle)
- 2000: Jack Frost 2 – Die Rache des Killerschneemanns (Jack Frost 2: Revenge of the Mutant Killer Snowman)
- 2002: The Time Machine
- 2002: Men in Black II
- 2002: CSI: Vegas (CSI: Crime Scene Investigation, Fernsehserie, Folge 3x01 Revenge Is Best Served Cold)
- 2002: Adaption – Der Orchideen-Dieb (Adaptation.)
- 2004: Hellboy
- 2005: Doom – Der Film (Doom)
- 2005–2008: Criminal Minds (Fernsehserie, 2 Folgen)
- 2006: Das Mädchen aus dem Wasser (Lady in the Water)
- 2006: Pans Labyrinth (El laberinto del fauno)
- 2007: Fantastic Four: Rise of the Silver Surfer
- 2008: Hellboy – Die goldene Armee (Hellboy II: The Golden Army)
- 2008: Fear Itself (Fernsehserie, Folge 1x08 Haut und Knochen)
- 2008: Quarantäne (Quarantine)
- 2009: My Name Is Jerry
- 2009: The Butterfly Circus (Kurzfilm)
- 2010: Legion
- 2010: Gainsbourg – Der Mann, der die Frauen liebte (Gainsbourg (vie héroïque))
- 2011: Dragon Age: Redemption (Webserie)
- 2012: The Watch – Nachbarn der 3. Art (The Watch)
- 2012: John Dies at the End
- 2013–2015: Falling Skies (Fernsehserie, 28 Folgen)
- 2014: Teen Wolf (Fernsehserie, Folge 3x15)
- 2014–2015: The Strain (Fernsehserie, 3 Folgen)
- 2015: Crimson Peak
- 2015: The Operator – Eine Marble Hornets Story (Always Watching: A Marble Hornets Story)
- 2015: Z Nation (Fernsehserie, Folge 2x9)
- 2016: Ouija: Ursprung des Bösen (Ouija: Origin of Evil)
- 2017: The Bye Bye Man
- 2017: Shape of Water – Das Flüstern des Wassers (The Shape of Water)
- 2017–2024: Star Trek: Discovery (Fernsehserie)
- 2018: 5th Passenger
- 2018: Star Trek: Short Treks (Fernsehserie, 1 Folge)
- 2019: What we do in the Shadows
- 2019: The Circuit
- 2022: Hocus Pocus 2
- 2024: Nosferatu
- 2024: Operation Taco Gary’s